# Montenegrinische Beachhandball-Nationalmannschaft der Frauen
Die montenegrinische Beachhandball-Nationalmannschaft der Frauen repräsentiert den Montenegrinische Handball-Verband als Auswahlmannschaft auf internationaler Ebene bei Länderspielen im Beachhandball gegen Mannschaften anderer nationaler Verbände. Den Kader nominiert der Nationaltrainer.
Das männliche Pendant ist die Montenegrinische Beachhandball-Nationalmannschaft der Männer.

## Geschichte
Montenegrinische Spielerinnen waren zu Beginn der internationalen Wettbewerbe noch für die Nationalmannschaft Jugoslawien beziehungsweise zwischen 2004 und 2006 für Serbien und Montenegro spielberechtigt. Nachdem das Land selbstständig wurde, dauerte es fast ein Jahrzehnt, bis für die Europameisterschaften 2015 in Lloret de Mar erstmals eine montenegrinische Auswahl zusammengestellt wurde. In Spanien wurde die Auswahl Letzte und nahm seitdem an keinen weiteren internationalen Wettbewerben teil.

## Trainer
| Cheftrainer - 2015: Dragan Đurđevac | Co-Trainer - Zoran Jocović |

## Teilnahmen
| World Games - 2001: nicht eingeladen - 2005: nicht eingeladen - 2009: nicht eingeladen - 2013: nicht qualifiziert - 2017: nicht qualifiziert - 2022: nicht qualifiziert World Beach Games - 2019: nicht qualifiziert Europaspiele - 2023: nicht qualifiziert | Weltmeisterschaften - 2001: ausgefallen - 2004: nicht qualifiziert - 2006: nicht qualifiziert - 2008: nicht qualifiziert - 2010: nicht qualifiziert - 2012: nicht qualifiziert - 2014: nicht qualifiziert - 2016: nicht qualifiziert - 2018: nicht qualifiziert - 2020: nicht qualifiziert, ausgefallen - 2022: nicht qualifiziert | Europameisterschaften - 2000: keine Teilnahme - 2002: keine Teilnahme - 2004: keine Teilnahme - 2006: keine Teilnahme - 2007: keine Teilnahme - 2009: keine Teilnahme - 2011: keine Teilnahme - 2013: keine Teilnahme - 2015: 14. - 2017: keine Teilnahme - 2019: keine Teilnahme - 2021: keine Teilnahme - 2023: keine Teilnahme | Mediterranean Beach Games - 2015: keine Teilnahme - 2019: keine Teilnahme - 2023: EHF Championship - 2022: keine Teilnahme Global Tour - 2022: nicht eingeladen |

- EM 2015: Gordana Ćorović • Anđela Goranović • Marija Kaluđerović • Dušica Kažić • Mina Mandić • Dijana Mugoša • Sandra Rakočević • Iva Rečević • Anđela Stojanović • Andrijana Tatar • ohne Einsatz: Sanja Tufegdžić[4]